# Emilio Boggio
Emilio Boggio Dupuy (Caracas, Venezuela, 21 de mayo de 1857 - Auvers-sur-Oise, Francia, 7 de junio de 1920) fue un pintor neoimpresionista franco-venezolano de origen italiano. Sus principales influencias fueron Claude Monet y Camille Pissarro, con quienes mantuvo amistad y de quienes adoptó el estilo impresionista por el que se le conoce. Sin embargo, entre 1902 y 1904, su producción figurativa refleja la influencia de Van Gogh, siendo más conocido por su faceta como paisajista.

## Biografía
En 1864 los padres de Emilio Boggio, Juan Boggio y Cecilia Dupuy, lo enviaron a estudiar en el Lycée Michelet de París (Francia), en donde se graduó en 1870. Viajó a Caracas por asuntos familiares en 1873, y en 1877 estaba de vuelta en París, donde sus padres querían que se dedicara al comercio. En vez de esto, Boggio asistió a la Académie Julian, donde fue discípulo del pintor académico francés Jean-Paul Laurens. En este estudio también trabajaban Cristóbal Rojas, Arturo Michelena y Carlos Rivero Sanabria. Allí conoció al pintor francés Henri Martin, con quien hizo amistad de por vida y viajó por Europa para pintar. 
En los años siguientes se presentó a concurso en los diferentes salones parisinos, recibiendo la Mención de Honor por su obra Lectura en el Salón de los Artistas Franceses de 1888 y la medalla de plata, mención Hors de concours por su cuadro Labor en la edición de 1899. Ese mismo año fue galardonado con la medalla de bronce por su cuadro Los jardineros en la Exposition Universelle de París.
Por un tiempo Boggio vivió en Enghien-les-Bains, cerca de París, donde impartió clases de pintura a Raymond Thibesart cuando este solo tenía 11 años. Boggio fue la principal influencia de Thibesart, quien lo siguió a la comuna de Vaux-sur-Seine, también en la región de París, cuando su maestro se estableció allí en 1902. Entre 1907 y 1909 Boggio, Henri Martin y Thibesart vivieron a Italia, donde Boggio se dedicó a pintar marinas.
En 1919 regresó brevemente a Caracas y expuso 53 de sus obras en la Academia de Bellas Artes. Esta exposición y la del rumano Samys Mutzner en el Club Venezuela de Caracas el año anterior tuvieron enorme impacto entre los pintores locales como Federico Brandt y Armando Reverón, que conocían el impresionismo por referencias.
En 1925 se organizó una exposición retrospectiva en la afamada Galerie Georges Petit, propiedad de un importante conocedor del arte francés que se interesó particularmente en los impresionistas. Su galería estaba ubicada en el 8 rue de Sèze en París (entre la Madeleine y la Opéra).
Tras la muerte de Boggio su obra participó en una retrospectiva en la Sala Mendoza (Caracas), y en 1973 el Concejo Municipal del Distrito Federal adquirió la colección Baptistin Rinaldi, integrada por 68 pinturas y más de 400 dibujos, con la que se constituyó el Museo Emilio Boggio. En 1982 con motivo de la celebración de los 125 años de su natalicio, la sala de exposiciones de la Gobernación del Distrito Federal realizó una exposición titulada «Pinturas de Emilio Boggio».
La familia Boggio permaneció en Auvers-sur-Oise tras la muerte del artista. Actualmente, su bisnieto Xavier Boggio, es un pintor y escultor con un estudio en la calle nombrada en honor de su antepasado, la rue Emile Boggio.

## Exposiciones
- Salón de Artistas Franceses, París, de 1887 a 1912.
- Exposición del Centenario, en el Petit Palais (actual Musée des Beaux-Arts de la Ville de Paris), París, 1900.
- Salón de Otoño, París, 1905.
- Galería Georges Petit, París, 1912.
- Academia de Bellas Artes, Caracas, 1919.
- Exposición Retrospectiva, Galería George Petit, 1925.
- Exposición Retrospectiva de homenaje a Boggio en el Consejo Municipal de Auvers-su-Oise (Francia), 1954.
- Exposición Retrospectiva, Sala de la Fundación Mendoza, 1956.
- Emilio Boggio, Caracas, Galería de Arte Moderno, 1963.

## Colecciones
Las obras de Boggio se encuentran en las siguientes colecciones:
Musée d'Orsay, París
Les Ateliers Boggio, Auvers-su-Oise, Francia
Musée d'Art e Histoire Louis Senlecq, L’Isle-Adam, Francia
Centre Pompidou, Francia
Musée de Villefranche-sur-Saône, Francia
Musée Daubigny d’Auvers-sur-Oise, Francia
Musée Tavet-Delacour de Pontoise, Francia
Fundación Boulton, Caracas
Galería de Arte Nacional, Caracas
Residencia Presidencial La Casona, Caracas
Banco Central de Venezuela, Caracas
Colección Cisneros, Caracas
Fundación Polar, Caracas
Museo Emilio Boggio- Museo Caracas, Caracas